# Yomiuri Shimbun
Yomiuri Shimbun (Japans: 読売新聞) is een Japanse dagelijkse krant gevestigd in Tokio. Het werd opgericht op 2 november 1874 en is de grootste van de vijf nationale kranten van Japan. De oplage van de krant bedroeg in 2021 circa 8,1 miljoen voor de ochtendeditie en 2,1 miljoen voor haar avondeditie.

## Geschiedenis
De krant werd op 2 november 1874 opgericht door journalist Takashi Koyasu, Morimichi Motono en Shōkichi Shibata. Aanvankelijk werd de krant om de twee dagen uitgebracht, na zes maanden werd het een dagelijkse uitgave. De krant werd in de jaren 1880 en 1890 bekend door literaire werken van onder meer Ozaki Kōyō.
Nadat Yomiuri in de jaren 20 van de twintigste eeuw failliet ging, kocht Matsutarō Shōriki de uitgever in 1924, wat resulteerde in een toename van de oplage. Shōriki bracht meer sensationele journalistiek, een radioprogramma, en uitnodigingen voor Amerikaanse honkbalteams voor een bezoek aan Japan.
In 1941 had de krant de grootste oplage in de regio Tokio. Een jaar later voegde Yomiuri zich tijdens oorlogstijd samen met Hōchi Shimbun, en werd bekend onder de naam Yomiuri-Hochi.
In 1977 werd Yomiuri Shimbun de grootste circulatiekrant in Japan. De andere vier grote kranten in Japan zijn Asahi Shimbun, Mainichi Shimbun, Nihon Keizai Shimbun en Sankei Shimbun.

## Prijzen
Sinds 1949 kent de krantenuitgever jaarlijks de Yomiuri-prijs voor literatuur toe.